# John L. Adams
|  | Per a altres significats, vegeu «John Luther Adams». |

John L. Adams (4 de desembre de 1970; Winston-Salem, Carolina del Nord) és un actor de cinema i televisió estatunidenc.
Després d'anar a la Universitat Estatal de Winston-Salem, Adams es va traslladar a Los Angeles on va començar una carrera com a còmic, actuant en llocs com The Improv, The Laugh Factory, The Comedy Store, així com el Casino Riviera a Las Vegas.
El 2000, va ser triat per una sèrie de la NBC Just Deal com Mr. Peña i un any més tard desembarcava en tres episodis de Girlfriends com a Vosco.
El 2002, Adams feia del terapeuta Bruce Lewis a The Dead Zone, el millor amic de Johnny Smith. La novel·la original de Stephen King no presentava el personatge de Bruce; se'l va crear específicament pel show i s'ha convertit en un punt definitiu en la diferència entre la sèrie de televisió i el llibre.
El 2006, Adams sortia en un paper regular en el pilot de la sèrie d'ABC Secrets of a Small Town protagonitzada per Angie Harmon. La sèrie era per la temporada del 2006, però no va cuallar.
A més a més al seu treball en el cinema, Adams també ha aparegut en produccions de teatre de El Wiz com l'Scarecrow, i com Tony en Trouble Man, i també és reconegut per fer de protagonista en anuncis de televisió per 1-800-COLLECT davant David Arquette.